# Desperate Man
Desperate Man è il sesto album in studio del cantautore di musica country statunitense Eric Church, pubblicato nel 2018.

## Tracce
1. The Snake – 4:00
2. Hangin' Around – 2:29
3. Heart Like a Wheel – 3:15
4. Some of It – 3:15
5. Monsters – 3:20
6. Hippie Radio – 2:54
7. Higher Wire – 2:43
8. Desperate Man – 3:28
9. Solid – 4:18
10. Jukebox and a Bar – 3:12
11. Drowning Man – 3:47